# Stenderup Skovene
Stenderup Skovene er beliggende på Stenderuphalvøen, nordøst for Sønder Stenderup, ud imod Lillebælt og Kolding Fjord. 
Skovene er statsskove og er opdelt i Nørreskov, Midtskov og Sønderskov og har et samlet areal på i alt 845 ha.
I Stenderup Skovene er der flere historiske lokaliteter, herunder Borgsted Banke og flere langdysser.